# القوات الجوية (ألمانيا النازية)

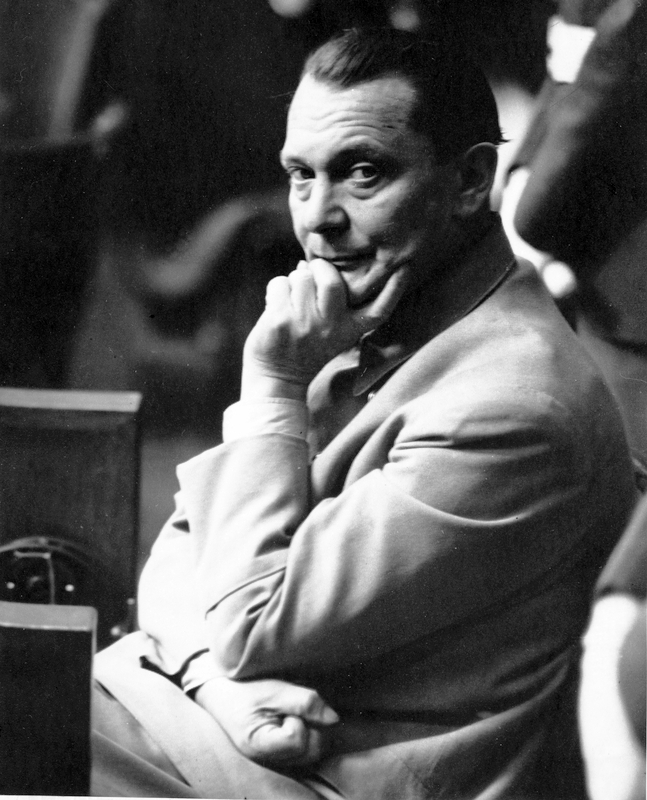
هيرمان غورينغ، أول قائد أعلى للقوات الجوية الألمانية (شغل المنصب ما بين عامي 1935-1945)

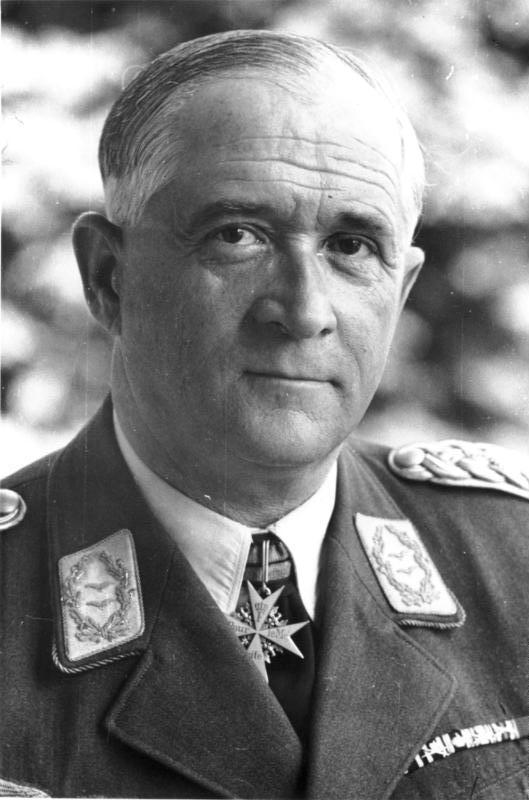
روبرت فون غريم، القائد الأعلى الثاني والأخير للقوات الجوية الألمانية (شغل المنصب ما بين أبريل مايو 1945)

كانت اللوفتفافه أو السلاح الجوي الألماني ((بالإنجليزية: Luftwaffe)، تُلفظ بالألمانية: [ˈlʊftvafə]  ( سماع)) فرع القوات الجوية ضمن الفيرماخت أو القوات المسلحة الألمانية، وذلك قبل وخلال الحرب العالمية الثانية. كانت ألمانيا تمتلك خلال الحرب العالمية الأولى ذراعين جويين عسكريين هما القوات الجوية الألمانية القيصرية التابعة للجيش الإمبراطوري، ووحدة الطيران البحري التابعة للبحرية الإمبراطورية. غير أن هذين الفرعين تم حلهما في مايو عام 1920 تنفيذًا لشروط معاهدة فرساي لعام 1919، والتي حظرت على ألمانيا امتلاك أي قوة جوية عسكرية.
خلال فترة ما بين الحربين العالميتين، تم تدريب الطيارين الألمان سرًّا في انتهاكٍ لمعاهدة فرساي في قاعدة ليبيتسك الجوية داخل الاتحاد السوفيتي. ومع صعود الحزب النازي وإعلان رفض معاهدة فرساي، تم الاعتراف علنًا بوجود سلاح الجو الألماني أو اللوفتفافه وتأسيسه رسميًا في 26 فبراير 1935، أي قبل أكثر من أسبوعين بقليل من التحدي العلني لمعاهدة فرساي عبر إعلان إعادة التسلح والتجنيد الإجباري في ألمانيا في 16 مارس. وقد شكّل فيلق الكندور، وهو وحدة تابعة للّوفتفافه أُرسلت لمساندة القوات القومية في الحرب الأهلية الإسبانية، ساحة اختبار قيّمة لتجربة تكتيكات وطائرات جديدة. وبفضل هذه الخبرة القتالية جزئيًا، أصبح سلاح الجو الألماني أحد أكثر القوى الجوية تطورًا من الناحية التقنية وخبرةً في المعارك عند اندلاع الحرب العالمية الثانية في سبتمبر 1939. وبحلول صيف عام 1939، كان اللوفتفافه يضم ثمانيةً وعشرين [الإنجليزية] جناحًا (بالألمانية: Geschwader). كما شغّل اللوفتفافه قوة مظليين تُعرف باسم فالشيرميجر (بالألمانية: Fallschirmjäger).
كان لسلاح الجو الألماني دور حاسم في الانتصارات الألمانية على بولندا وأوروبا الغربية في عامي 1939 و1940. وعلى الرغم من أن اللوفتفافه ألحق أضرارًا جسيمة بالبنية التحتية لسلاح الجو الملكي البريطاني خلال معركة بريطانيا، ودمّر العديد من المدن البريطانية خلال حملة القصف المعروفة باسم "البليتز"، إلا أنه فشل في إجبار البريطانيين على الاستسلام. ومنذ عام 1942، بدأت حملات القصف الجوي التي شنها الحلفاء تدمر تدريجيًا قوة المقاتلات التابعة للّوفتفافه. ومن أواخر عام 1942، بدأ اللوفتفافه باستخدام الفائض من قوات الدعم الأرضي وغيرها من الأفراد لتشكيل "فرق ميدانية" تابعة له تسمى فرق لوفتفافه الميدانية. وبالإضافة إلى مشاركته في الجبهة الغربية، نفذ اللوفتفافه عمليات جوية فوق الاتحاد السوفيتي وشمال إفريقيا وجنوب أوروبا. وعلى الرغم من لجوئه المتأخر إلى استخدام طائرات نفاثة متقدمة وطائرات صاروخية لتدمير قاذفات الحلفاء، إلا أن اللوفتفافه انهار أمام تفوق الحلفاء العددي وتطور تكتيكاتهم، فضلًا عن معاناته من نقص في الطيارين المدربين والوقود الجوي. وفي يناير 1945، وخلال المراحل الأخيرة من معركة الثغرة، قام اللوفتفافه بمحاولة يائسة أخيرة لكسب التفوق الجوي، لكنها باءت بالفشل. ومع الانخفاض السريع في إمدادات الوقود والنفط ومواد التشحيم بعد هذه الحملة، وبصفته جزءًا من القوات المسلحة الألمانية مجتمعة، فقد اللوفتفافه فعاليته كقوة قتالية.
بعد هزيمة ألمانيا النازية، تم حل سلاح الجو الألماني في عام 1946. وخلال الحرب العالمية الثانية، ادعى الطيارون الألمان تحقيق نحو 70.000 انتصار جوي، في حين تم تدمير أو إلحاق أضرار جسيمة بأكثر من 75.000 طائرة تابعة للّوفتفافه، منها ما يقارب 40.000 طائرة فُقدت بالكامل. وقد كان للّوفتفافه طوال فترة وجوده قائدان أعلى فقط: مارشال الرايخ هيرمان غورينغ، ولاحقًا المشير الميداني العام روبرت فون غريم خلال الأسبوعين الأخيرين من الحرب.
كان سلاح الجو الألماني متورطًا بشكل عميق في جرائم الحرب النازية. وبحلول نهاية الحرب، كانت نسبة كبيرة من إنتاج الطائرات تُصنّع في معسكرات الاعتقال، وهو قطاع صناعي اعتمد على عشرات الآلاف من العمال القسريين. وقد كان الطلب المتزايد للّوفتفافه على الأيدي العاملة أحد العوامل التي أسهمت في ترحيل وقتل مئات الآلاف من يهود المجر عام 1944. كما نفّذ اللوفتفافه غارات جوية متكررة على أهداف غير عسكرية، وتولت أوبركوماندو دير لوفتفافه أو القيادة العليا للقوات الجوية (بالألمانية: Oberkommando der Luftwaffe) تنظيم تجارب بشرية نازية، بينما ارتكبت القوات الأرضية التابعة له مجازر في إيطاليا واليونان وبولندا.

## التاريخ

### الأصول

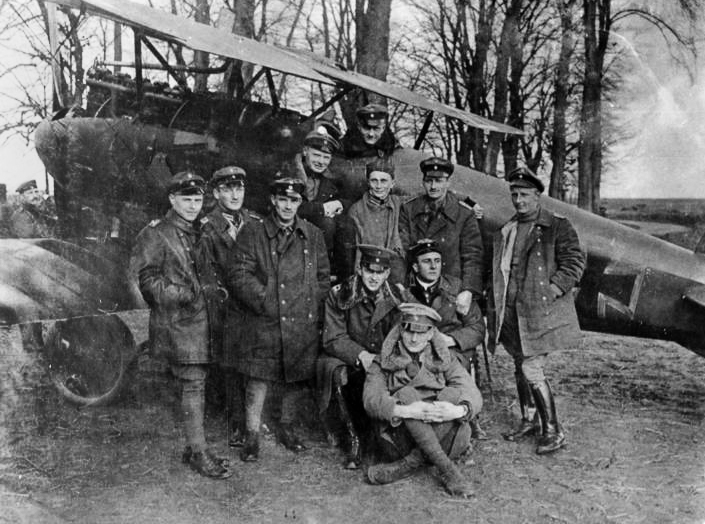
مانفرد فون ريشتهوفن مع أعضاء آخرين من السرب 11 (Jasta 11) عام 1917، كجزء من سلاح القوات الجوية الألمانية القيصرية.

تأسس سلاح الجو التابع للجيش الإمبراطوري الألماني في عام 1910 تحت اسم "القوات الجوية للإمبراطورية الألمانية" (بالألمانية: Die Fliegertruppen des deutschen Kaiserreiches)، والذي كان يختُصر غالبًا إلى القوات الجوية (بالألمانية: Fliegertruppe). وفي 8 أكتوبر 1916، تم تغيير اسمه إلى القوات الجوية الألمانية القتالية (بالألمانية: Luftstreitkräfte). حظيت الحرب الجوية على الجبهة الغربية بأكبر قدر من الاهتمام في السجلات المبكرة للطيران العسكري، وذلك لأنها شهدت بروز طيارين بارزين مثل مانفرد فون ريشتهوفن، وإرنست أوديت، وOswald Boelcke [الإنجليزية]، وماكس إيميلمان. وبعد هزيمة ألمانيا في الحرب العالمية الأولى، تم حل هذا السلاح الجوي في 8 مايو 1920، بموجب شروط معاهدة فرساي، والتي نصّت أيضًا على تدمير جميع الطائرات العسكرية الألمانية.
منذ أن حظرت معاهدة فرساي على ألمانيا امتلاك سلاح جوي، تم تدريب الطيارين الألمان سرا. في البداية، تم استخدام مدارس الطيران المدني داخل ألمانيا، ولكن يمكن استخدام المدربين الخفيف فقط من أجل الحفاظ على الواجهة التي كان المتدربون سيطيرون بها مع شركات الطيران المدني مثل دويتشه لوفت هانزا. لتدريب طياريها على أحدث الطائرات المقاتلة، طلبت ألمانيا مساعدة الاتحاد السوفيتي، الذي تم عزله أيضًا عن أوروبا. تم إنشاء مطار تدريب سري في ليبيتسك في عام 1924 وتم تشغيله لمدة تسع سنوات تقريبًا باستخدام طائرات تدريب هولندية وسوفيتية، ولكن أيضًا بعض طائرات التدريب الألمانية قبل إغلاقها في عام 1933. عرفت هذه القاعدة رسميًا باسم السرب الرابع من الجناح الأربعين للجيش الأحمر. قام المئات من طياري لوفتفافه والعاملين التقنيين بزيارة ودراسة وتدريب في مدارس القوات الجوية السوفيتية في عدة مواقع في وسط روسيا. تم تدريب Rooking و Blume و Feetse و Teetsemann و Heini و Makratzki و Blumendaat والعديد من الطياريين الأبطال المستقبليين في لوفتفافه في روسيا في مدارس روسية ألمانية مشتركة تم إنشاؤها تحت رعاية إرنست أوغست كورينغ.
أجريت الخطوات الأولى نحو تشكيل لوفتفافه بعد شهور قليلة أدولف هتلر وصل إلى السلطة. أصبح هيرمان غورينغ، أحد أسلاف الحرب العالمية الأولى، مفوض الهيئة الوطنية للطيران مع مدير لوفت هانزا السابق إرهارد ميلخ كنائب له. في أبريل 1933 تم إنشاء وزارة الطيران الرايخ (Reichsluftfahrtministerium أو RLM). كانت RLM مسؤولة عن تطوير وإنتاج الطائرات. أصبحت سيطرة غورينج على جميع جوانب الطيران مطلقة. في 25 مارس 1933، استوعبت الرابطة الألمانية للرياضات الجوية جميع المنظمات الخاصة والوطنية، مع الاحتفاظ بلقبها «الرياضي». في 15 مايو 1933، تم دمج جميع منظمات الطيران العسكري في RLM، لتشكيل لوفتفافه؛ عيد ميلادها الرسمي. تم تشكيل فيلق الطيران الاشتراكي الوطني (Nationalsozialistisches Fliegerkorps أو NSFK) في عام 1937 لتقديم تدريب الطيران قبل العسكري للشباب الذكور، وإشراك الطيارين الرياضيين البالغين في الحركة النازية. تم تجنيد أعضاء في سن العسكرية من فيلق الاشتراكيين الوطنيين في لوفتفافه. بما أن جميع أعضاء فيلق الاشتراكيين الوطنيين السابقين كانوا أيضًا أعضاء في الحزب النازي، فقد أعطى هذا لوفتفافه الجديدة قاعدة إيديولوجية نازية قوية على النقيض من الفروع الأخرى للفيرماخت (هير (الجيش) وكريغسمارينه (Navy)). لعب غورينغ دورًا رائدًا في بناء لوفتفافه في 1933-1936، لكن لم يكن له دور إضافي في تطوير القوة بعد عام 1936، وأصبح ميلش وزيرًا «بحكم الأمر الواقع» حتى عام 1937.
كان غياب غورينج في مسائل التخطيط والإنتاج محظوظًا. كان لدى غورينغ القليل من المعرفة بالطيران الحالي، وكان آخر رحلة له في عام 1922، ولم يطلع نفسه على الأحداث الأخيرة. أظهر غورينغ أيضًا نقصًا في فهم العقيدة والمسائل التقنية في الحرب الجوية التي تركها للآخرين أكثر كفاءة. وترك للقائد العام تنظيم وبناء لوفتفافه، بعد عام 1936، إلى إرهارد ميلخ. ومع ذلك، قدم غورينج، كجزء من الدائرة الداخلية لهتلر، الوصول إلى الموارد المالية والمواد لإعادة تسليح وتجهيز لوفتفافه .
شخصية بارزة أخرى في بناء القوة الجوية الألمانية هذه المرة كان هيلموت ويلبرغ. لعب ويلبرغ فيما بعد دورًا كبيرًا في تطوير العقيدة الجوية الألمانية. بعد أن ترأس فريق الرايخويهر للطيران لمدة ثماني سنوات في عشرينيات القرن العشرين، كان لدى ويلبرغ خبرة كبيرة وكان مثاليًا لوظيفة كبار الموظفين. اعتبر غورينج جعل رئيس أركان Wilberg (CS). ومع ذلك، تم الكشف عن أن ويلبرج كان لديه أم يهودية.
كان غياب غورينغ في التخطيط والإنتاج مسألة حظ. وكان غورينغ قليل المعرفة بأنظمة الطيران المتطورة، لان آخر مرة طار بطائرة كان في العام 1922، ولم يجدد نفسه على التحسينات التي وضعت في الطائرات التي اتت بعد ذلك. كان لغورينغ أيضا نقص في فهم القضايا التقنية في الحرب الجوية وكان يرجعها إلى مختص آخر. غادر القائد العام المنظمة وسلاح الجو، بعد عام 1936، وسلمها إلى إرهارد ميلخ. غورينغ ومع ذلك، كان جزءا من الدائرة الداخلية لهتلر، لتوفير الموارد المالية الضخمة لاعادة تسليح وتجهيز سلاح الجو.

### الاستعداد للحرب: 1933-1939

#### سنوات، 1933-1936

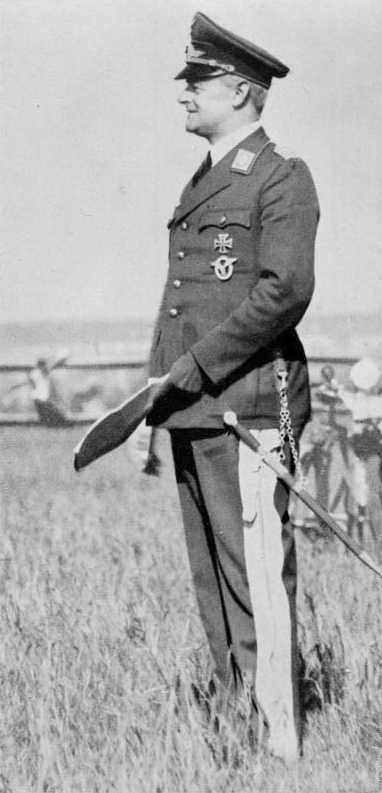
فالتر ويفر، رئيس هيئة الأركان العامة للوفتفافه، 1933-1936

كان الضابط الألماني للفيلق حريصًا على تطوير قدرات القصف الاستراتيجي ضد أعدائه. ومع ذلك، يجب أن تأخذ الاعتبارات الاقتصادية والجيوسياسية الأولوية. استمر منظرو القوة الجوية الألمانية في تطوير النظريات الإستراتيجية، ولكن تم التركيز على دعم الجيش، حيث كانت ألمانيا قوة قارية ومن المتوقع أن تواجه العمليات البرية بعد أي إعلان عن الأعمال العدائية.
لهذه الأسباب، بين عامي 1933 و 1934، قيادة سلاح الجو الألماني ' تم المعنية في المقام الأول مع الأساليب التكتيكية والتشغيلية. من الناحية الجوية، كان مفهوم الجيش من Truppenführung مفهومًا عمليًا، وكذلك عقيدة تكتيكية. في الحرب العالمية الأولى، تم إرفاق الوحدات الجوية للمراقبة / الاستطلاع في فليد فليغر أبيلونغ ، التي كانت لكل منها ست طائرات ذات مقعدين، بتشكيلات عسكرية محددة، وعملت كدعم. اعتبرت وحدات القاذفات الغاطسة ضرورية لتروبنفورهرونغ ، مهاجمة مقرات العدو وخطوط الاتصالات. Luftwaffe «اللائحة 10: The Bomber» (Dienstvorschrift 10: Das Kampfflugzeug)، نشرت في عام 1934، دعت إلى التفوق الجوي ومناهج تكتيكات الهجوم البري دون التعامل مع المسائل التشغيلية. حتى عام 1935، استمر دليل عام 1926 «توجيهات إدارة الحرب الجوية العملياتية» في العمل كدليل رئيسي للعمليات الجوية الألمانية. وقد وجه الدليل OKL للتركيز على العمليات المحدودة (وليس العمليات الاستراتيجية): حماية مناطق محددة ودعم الجيش في القتال.

### شؤون الموظفين
| قوة Luftwaffe خلال خريف عام 1941 |              |
| القوات                           | قوة الموظفين |
| وحدات الطيران                    | 500000       |
| الوحدات المضادة للطائرات         | 500000       |
| وحدات الإشارت الوية              | 250,000      |
| وحدات البناء                     | 150,000      |
| وحدات Landsturm (الميليشيات)     | 36000        |
| المصدر:                          |              |

كانت قوة لوفتفافه في وقت السلم في ربيع عام 1939 تبلغ 370.000 رجل. بعد التعبئة في عام 1939 خدم ما يقرب من 900000 رج، وقبل عملية بربروسا في عام 1941 بلغ عدد الأفراد 1.5 مليون رجل. وصلت لوفتفافه إلى أكبر عدد من الأفراد خلال الفترة من نوفمبر 1943 إلى يونيو 1944، مع ما يقرب من ثلاثة ملايين رجل وامرأة يرتدون الزي العسكري كان 1.7 مليون من هؤلاء من الجنود الذكور، ومليون من الذكور Wehrmachtsbeamte والموظفين المدنيين، وحوالي 300000 من الذكور والإناث المساعدين (Luftwaffenhelfer). في أكتوبر 1944، كان لدى الوحدات المضادة للطائرات 600000 جندي و530.000 مساعد، بما في ذلك 60.000 من الذكور من خدمات عمال الرايخ و50،000 Luftwaffenhelfer (الذكور الذين تتراوح أعمارهم بين 15-17) و80.000 Flakwehrmänner (ذكور فوق سن التنيد) وFlak-V-salaten (ذكور) غير صالحة للخدمة العسكرية)، و 160,000 أنثى Flakwaffenhelferinnen وRAD-Maiden، بالإضافة إلى 160,000 فرد أجنبي (Hiwis).

### الحرب الأهلية الإسبانية

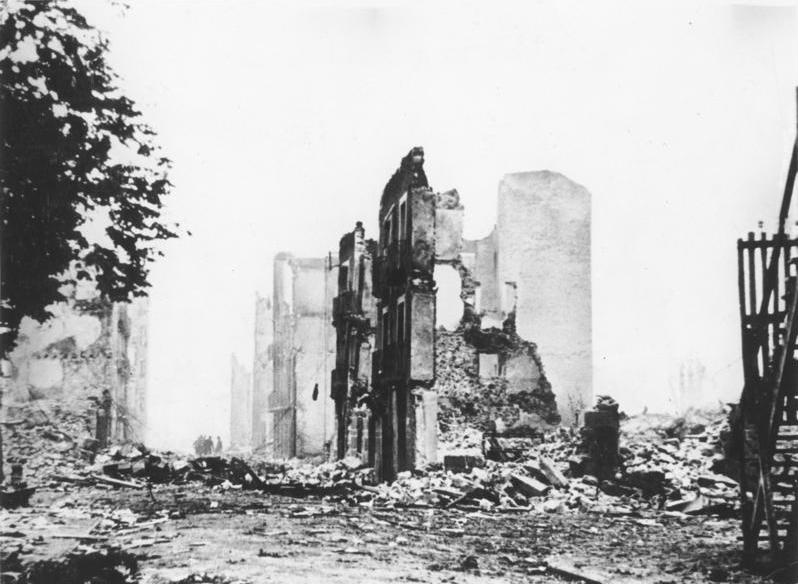
أطلال غرنيكا، 1937

شاركت لوفتفافه في فيلق الكوندور لتريب عقيدة جديدة والطائرات خلال الحرب الأهلية الإسبانية. ساعد الفالانج تحت فرانسيسكو فرانكو على هزيمة القوات الجمهورية. اكتسب أكثر من 20,000 طيار ألماني خبرة قتالية من شأنها أن تمنح لوفتفافه ميزة مهمة عند الدخول في الحرب العالمية الثانية. إحدى العمليات سيئة السمعة كانت قصف غيرنيكا في بلاد الباسك. من الشائع أن يكون هذا الهجوم نتيجة «عقيدة إرهابية» في عقيدة لوفتفافه. تسببت الغارات على غرنيكا ومدريد بسقوط في العديد من الضحايا المدنيين وموجة من الاحتجاجات في الديمقراطيات. وقد قيل أن قصف غيرنيكا تم لأسباب عسكرية تكتيكية، لدعم العمليات البرية، لكن المدينة لم تكن متورطة بشكل مباشر في أي قتال في ذلك الوقت. لم يبدأ الألمان حتى عام 1942 في تطوير سياسة القصف التي كان المدنيون فيها الهدف الرئيسي، على الرغم من أن الغارة على لندن والعديد من المدن البريطانية الأخرى تضمنت قصفًا عشوائيًا للمناطق المدنية، الغارات المزعجة '' التي يمكن أن تشمل حتى إطلاق نار آلي على المدنيين والمواشي.

### الحرب العالمية الثانية
عندما بدأت الحرب العالمية الثانية، كانت لوفتفافه واحدة من أكثر القوات الجوية تقدمًا من الناحية التكنولوجية في العالم. خلال الحملة البولندية التي تسببت في الحرب، أثبتت بسرعة التفوق الجوي، ثم السيادة الجوية. دعمت عمليات الجيش الألماني التي أنهت الحملة في خمسة أسابيع. كان أداء لوفتفافه كما أملت أوبركوماندو دير لوفتفافه. قدمت لوفتفافه دعمًا لا يقدر بثمن للجيش، بمسح جيوب المقاومة. كان غورينغ مسرورًا بالأداء. حدثت مشاكل في القيادة والسيطرة، ولكن بسبب المرونة والارتجال لدى كل من الجيش و لوفتفافه، تم حل هذه المشاكل. كان على لوفتفافه أن يكون لديها نظام اتصالات أرض-جو، والذي لعب دورًا حيويًا في نجاح فال جيلب.
في ربيع عام 194، ساعدت لوفتفافه كريغسمارينه وهير في غزو النرويج. حلقت طائرات لوفتفافه في التعزيزات وفازت بالبتفوق الجوي، ساهمت بشكل حاسم في الغزو الألماني.
في ربيع عام 1940، ساهمت لوفتفافه في النجاح غير المتوقع في معركة فرنسا. ودمرت ثلاثة من القوات الجوية المتحالفة وساعدت في تأمين هزيمة فرنسا في ما يزيد قليلا عن ستة أسابيع. ومع ذلك، لم تستطع تدمير القوة الاستطلاعية البريطانية في دونكيرك على الرغم من القصف المكثف.

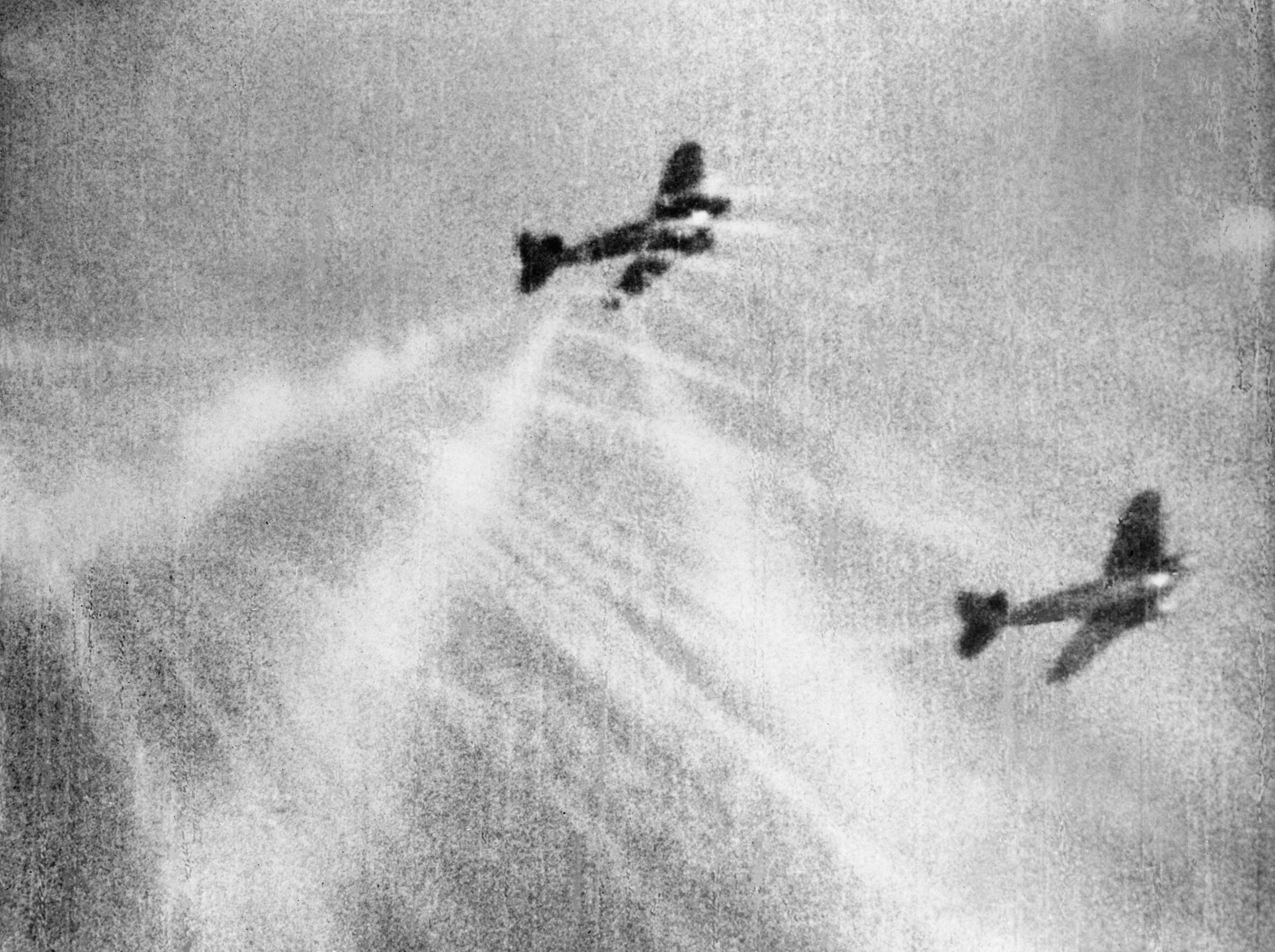

خلال معركة بريطانيا في صيف عام 1940، ألحقت لوفتفافه أضرارًا جسيمة بالقوات الجوية الملكية، لكنها لم تحقق التفوق الجوي الذي طالب به هتلر للغزو المقترح لبريطانيا، والذي تم تأجيله ثم إلغاؤه في ديسمبر 1940. دمرت لوفتفافه المدن البريطانية خلال قصف لندن، لكنها فشلت في كسر الروح المعنوية البريطانية. كان هتلر قد أمر بالفعل بإجراء الاستعدادات لعملية بربروسا، غزو الاتحاد السوفياتي.
في ربيع عام 1941، ساعدت لوفتفافه شريكتها في المحور، إيطاليا، في تأمين النصر في حملة البلقان واستمرت في دعم إيطاليا في مسارح البحر الأبيض المتوسط والشرق الأوسط وأفريقيا حتى مايو 1945.
في يونيو 1941، غزت ألمانيا الاتحاد السوفيتي. دمرت لوفتفافه آلاف الطائرات السوفيتية، لكنها فشلت في تدمير سلاح الجو للجيش الأحمر تمامًا. يفتقر إلى القاذفات الاستراتيجية («القاذفات الأورال» التي طلبها الجنرال Wever لمدة ست سنوات من قبل) لم تتمكن لوفتفافه من ضرب مراكز الإنتاج السوفييتية بانتظام أو بالقوة المطلوبة. مع استمرار الحرب، تآكلت قوة لوفتفافه. ضمنت الهزائم في معركة ستالينجراد ومعركة كورسك التدهور التدريجي للفيرماخت على الجبهة الشرقية.
يؤكد المؤرخ البريطاني فريدريك تايلور أن «جميع الأطراف قصفت مدن بعضها البعض خلال الحرب. توفي نصف مليون مواطن سوفيتي، على سبيل المثال، من القصف الألماني خلال غزو واحتلال روسيا. وهذا يعادل تقريبًا عدد المواطنين الألمان الذين ماتوا بسبب غارات الحلفاء».
وفي الوقت نفسه، واصلت لوفتفافه الدفاع عن أوروبا التي تحتلها ألمانيا ضد القوة الهجومية المتزايدة لقيادة قاذفات سلاح الجو الملكي وبداية من صيف عام 1942، قوة البناء المطرد للقوات الجوية التابعة للجيش الأمريكي. ونظرا للمطالب المتزايدة للدفاع عن الرايخ حملة تدمير تدريجيا الذراع المقاتلة من سلاح الجو الألمانيعلى الرغم من استخدامها المتأخر للطائرات النفاثة المتقدمة وطائرات الدفع الصاروخي لمهام مدمرة القاذفات، إلا أن أعداد الحلفاء ونقص الطيارين المدربين والوقود طغت عليهم. فشلت محاولة أخيرة، تعرف باسم عملية بودنبلات، للفوز بالتفوق الجوي في 1 يناير 1945. بعد جهد بودنبلات، توقفت لوفتفافه عن كونها قوة قتالية فعالة.
حقق الطياروالألمان أكثر من 70,000 انتصار جوي خلال الحرب العالمية الثانية. ويقدر حجم انتصارات المقاتلات النفاثة حوالي 745 فوزًا. أسقط فلاك 25,000 - 30,000 طائرات للحلفاء. وبحسب مختلف الحلفا، كان هناك حوالي 25000 طائرة أمريكية،  حوالي 20000 بريطانية، 46100 سوفييتية،  1274 فرنسية،  375 بولندية،  و81 هولندية بالإضافة إلى طائرات من جنسيات حليفة أخرى. </br>
كان الطيار المقاتل الأعلى تسجيلًا هو إريك هارتمان ب352 من عمليات القتل المؤكدة، وجميعهم على الجبهة الشرقية ضد السوفييت. كان الطيارون الأبطال في الغرب هانز يواكيم مرسيليا ب158 عملية قتل ضد طائرات الإمبراطورية البريطانية (سلاح الجو الملكي والقوات الجوية الملكية الأسترالية وسلاح الجو الجنوب أفريقي) جورج بيتر إيدر ب56 إسقاط لطائرات القوات الجوية الأمريكية (من إجمالي 78). أنجح طيار مقاتل ليلي كان هاينز فولفجانج شناوفر، الذي يُنسب إليه 121 إسقاط. أسقط 103 طيارة ألماني مقاتل أكثر من 100 طائرة معادية لإجمالي ما يقرب من 15400 انتصار جوي. ما يقرب من 360 طيارًا حصلوا على ما بين 40 و100 انتصار جوي لجولة حول 21000 انتصار. ادعى 500 طيار مقاتل آخر بين 20 و40 انتصارًا لما مجموعه 15000 انتصار. من المؤكد نسبيًا أن 2500 طيار مقاتل ألماني حصلوا على وضع الطيار البطل، بعد أن حققوا خمسة انتصارات جوية على الأقل. تم تكريم هذه الإنجازات ب 453 طيارًا ألمانيًا بمحرك واحد ومحرك مزدوج (ماسرشميت بي إف 110) وقد حصلوا على صليب فارس للصليب الحديدي. تم منح 85 طيارًا مقاتلًا ليليًا، بما في ذلك 14 من أفراد الطاقم، وسام صليب الفارس الحديدي. كما حقق بعض الطيارين الانتحاريين نجاحًا كبيرًا. طيار ستوكا وشلاختفليجر هانز أولريش روديل طار 2,530 مهمة هجوم أرضي وادعى تدمير أكثر من 519 دبابة وسفينة حربية، من بين آخرى. كان أكثر الجنود الألمان تميزًا في الحرب العالمية الثانية. طيار القاذفات هانز ديوبيتياه بأكثر من 658 مهمة قتالية دمر خلالها العديد من السفن والأهداف الأخرى.
من ناحية أخرى، كانت الخسائر كبيرة. بلغ العدد الإجمالي التقديري للطائرات المدمرة والمتضررة في اللحرب 76,875 طائرة. ومن بين هؤلاء، فقد حوالي 43000 في القتال، والباقي في حوادث العمليات وأثناء التدريب. حسب النوع، بلغ إجمالي الخسائر 21452 مقاتلًا و 12.037 قاذفة قنابل و15428 مدربًا و10221 مقاتلًا بمحركين و5.548 هجومًا بريًا و6733 استطلاع و6141 وسيلة نقل.
وفقًا لهيئة الأركان العامة في الفيرماخت، بلغت خسائر أفراد الرحلة حتى فبراير 1945 ما يلي:
- - KIA: 6527 ضابطا و43517 رجل
- WIA: 4,194 ضابط و27،811 مجند
- MIA: 4361 ضابطا و27240 رجلا

المجموع: 15,082 ضابط و98،568 رجل
وفقًا للإحصاءات الرسمية، بلغ إجمالي ضحايا لوفتفافه، بما في ذلك الطاقم الأرضي، 138,596 قتيلًا و156،132 مفقود حتى 31 يناير 1945.

## قوات لوفتفافه البرية
واحدة من الخصائص الفريدة للوفتفافه (على عكس القوات الجوية المستقلة الأخرى) كانت امتلاك قوة مظلية تدعى فالشيرم يجر. تأسست في عام 1938، ورأوا العمل في دورهم المناسب خلال 1940-1941، وعلى الأخص في الاستيلاء على قلعة الجيش البلجيكي في معركة فورت ابن إيميل ومعركة لاهاي في مايو 1940، وأثناء معركة كريت في مايو 1941. ومع ذلك، قُتل أكثر من 4000 شخص من فالشيرم يجر خلال عملية كريت. بعد ذلك، على الرغم من استمرار التدريب على تسليم المظلات، تم استخدام المظليين فقط في دور المظلة للعمليات على نطاق أصغر، مثل إنقاذ بينيتو موسوليني في عام 1943 . تم استخدام تشكيلات فالشيرم يجر بشكل أساسي كمشاة في جميع مسارح الحرب. كانت خسائرهم 22,041 KIA، 57,594 ويا و 44,785 WIA (حتى فبراير 1945).
خلال عام 1942، تم استخدام أفراد لوفتفافه الفائضين عن الحاجة (انظر أعلاه) لتشكيل فرق لوفتفافه الميدانية وهي فرق مشاة قياسية تم استخدامها بشكل رئيسي كوحدات الصف الخلفي لتحرير قوات الخط الأمامي. منذ عام 1943، كان لدى لوفتفافه أيضًا فرقة مظليين مدرعة تسمى فالشيرم بانزر 1 هيرمان جورينج، والتي تم توسيعها إلى فيالق البانزر في عام 1944.
وضعت قوات الدعم الأرضي ووحدات من خدمات عمال الرايخ (RAD) والفيلق الاشتراكي الوطني الالي تحت تصرف لوفتفافه' خلال الحرب. في عام 1942، خدمت 56 سرية من خدمات عمال الرايخ مع لوفتفافه في الغرب كقوات بناء مطارات. في عام 1943، تم تدريب 420 سرية من خدمات عمال الرايخ على المدفعية المضادة للطائرات (AAA) ونشرت على كتائب Luftwaffe AAA الموجودة في الوطن. في نهاية الحرب، كانت هذه الوحدات تقاتل أيضًا ضد دبابات قوات التحالف. اعتبارًا من عام 1939 مع فوج النقل، كان لدى الفيلق الاشتراكي الوطني الالي في عام 1942 وحدة نقل كاملة بحجم فرقة تخدم في لوفتفافه، ومجموعة النقل من الفيلق الاشتراكي الوطني الالي للوفتفافه التي تخدم في فرنسا وعلى الجبهة الشرقية. كان العدد الهائل من أعضائه البالغ عددهم 12000 عضوًا من المواطنين البلجيكيين والهولنديين والفرنسيين.

## جرائم الحرب وقصف الأهداف غير العسكرية

### قصف جوي لأهداف غير عسكرية

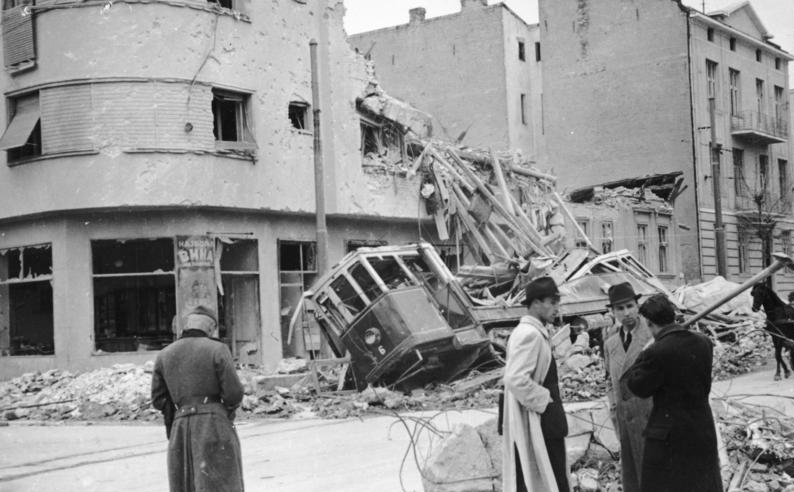
المباني التي دمرتها القنابل في بلغراد في أبريل 1941

لا إيجابية أو محددة في العرف في القانون الإنساني الدولي فيما يتعلق بالحرب الجوية كانت موجودة قبل أو أثناء الحرب العالمية الثانية. لهذا السبب أيضًا لم تتم مقاضاة ضباط لوفتفافه في محاكمات جرائم الحرب التي عقدها الحلفاء بعد الحرب العالمية الثانية بسبب الغارات الجوية.
كان قصف Wieluń غارة جوية على بلدة Wielu البولندية من قبل لوفتفافه في 1 سبتمبر 1939. بدأت لوفتفافه قصف Wieluń في 04:40، قبل خمس دقائق من قصف ويستربلات، والذي كان يعتبر تقليديًا بداية الحرب العالمية الثانية في أوروبا. كانت الغارة الجوية على البلدة واحدة من أولى القصف الجوي للحرب. قُتل حوالي 1300 مدني وأصيب المئات ودُمر 90 في المائة من وسط المدينة. كان معدل الضحايا أكثر من ضعف معدل غيرنيكا. ذكر فيلم وثائقي المرسل فرايز برلين عام 1989 أنه لم تكن هناك أهداف عسكرية أو صناعية في المنطقة،  باستثناء مصنع سكر صغير في ضواحي المدينة. علاوة على ذلك، ذكر ترينكنر أن القاذفات الألمانية دمرت أولاً مستشفى البلدة. تم رفض محاولتين، في 1978 و1983 ، لمحاكمة الأفراد على تفجير مستشفى Wieluń من قبل قضاة ألمانيا الغربية عندما ذكر المدعون أن الطيارين لم يتمكنوا من تحديد طبيعة الهيكل بسبب الضباب. 
كانت عملية القصاص في أبريل 1941 قصف ألماني لبلغراد، عاصمة مملكة يوغوسلافيا. واستهدف القصف عمدا قتل المدنيين كعقاب، وأسفر عن مقتل 17 ألف مدني.  حدث في الأيام الأولى من الحرب العالمية الثانية على غزو المحور بقيادة يوغسلافيا.|group=N |name=production}} بدأت العملية في 6 أبريل وانتهت في 7 أو 8 أبريل، مما أدى إلى شلل القيادة والسيطرة المدنية والعسكرية اليوغوسلافية، وتدمير واسع النطاق في وسط المدينة والعديد من الضحايا المدنيين. بعد الاستسلام اليوغوسلافي ، أجرى مهندسو لوفتفافه تقييمًا لأضرار اتي أحدثتها القنابل في بلغراد. وذكر التقرير أن 218.5 طن متري (215.0 طن كبير؛ 240.9 طن صغير) من القنابل تم إسقاطها، مع 218.5 طن متري (215.0 طن كبير؛ 240.9 طن صغير) 10 إلى 14٪ منها. وقد أدرجت جميع أهداف القصف، والتي شملت: القصر الملكي، وزارة الحرب، المقر العسكري، مكتب البريد المركزي، مكتب التلغراف، محطات السكك الحديدية للركاب والبضائع، محطات الطاقة والثكنات. وذكر أيضا أنه تم إسقاط سبعة ألغام جوية، ودمرت مناطق في وسط وشمال غرب المدينة، تشكل 20 إلى 25 في المائة من مساحتها الإجمالية. بعض جوانب القصف لا تزال غير مبررة، وخاصة استخدام الألغام الجوية.  على النقيض من ذلك، يذكر بافلويتش أن ما يقرب من 50 في المائة من المساكن في بلغراد دمرت.  بعد الغزو، أجبر الألمان ما بين 3500 و 4000 يهودي على جمع الأنقاض التي سببها القصف. 

### المحاكمات
أدين العديد من قادة لوفتفافه البارزين بارتكاب جرائم حرب، بما في ذلك الجنرال ألكسندر لوهر  والمشير ألبرت كيسلينج. 

### اقتباسات
1. ↑  "Control Council Law No. 34, Resolution of the Wehrmacht of 20 August 1946" (in German). نسخة محفوظة 30 June 2020 على موقع واي باك مشين. Official Gazette of the Control Council for Germany, 1 May 2004 – 7 June 2004, p. 172.
2. ↑  Tom Philo. "WWII production figures". Taphilo.com. مؤرشف من الأصل في 2017-03-26. اطلع عليه بتاريخ 2014-04-26.
3. ↑  Jason Pipes (2008). "Statistics and Numbers". Feldgrau.com. اطلع عليه بتاريخ 2014-04-26.
4. ↑  "Entry in German dictionary Duden". مؤرشف من الأصل في 2016-02-24. اطلع عليه بتاريخ 2016-02-16.
5. ↑  Stedman 2012، صفحة 3
6. ↑  جوتس شراجله (1977)، قاموس ألماني - عربي (بالعربية والألمانية)، بيروت، لندن: مكتبة لبنان ناشرون، مكدونلد وإيفنس المحدودة، ص. 790، OCLC:786467341، QID:Q107014598
7. ↑  Fischer 1995، صفحة 408
8. ↑  Killen 2003، صفحة 93
9. ↑  Blumberg 2014، صفحة 39
10. ↑  Der Einsatz von Behelfspersonal bei der Flak نسخة محفوظة 21 September 2016 على موقع واي باك مشين. Retrieved 15 September 2016. [وصلة مكسورة]
11. ↑  Die Deutsche Luftwaffe in der Ostmark نسخة محفوظة 26 April 2017 على موقع واي باك مشين. Retrieved 15 September 2016.
12. ↑  Hawley، Charles (11 فبراير 2005)، "Dresden Bombing Is To Be Regretted Enormously"، دير شبيغل، مؤرشف من الأصل في 2011-06-29، اطلع عليه بتاريخ 2014-02-02
13. ↑  Hugh Morgan, John Weal, German Jet Aces of World War 2, Osprey Aircraft of the Aces No 17, Osprey Publishing, London 1998, p. 78
14. ↑  SAF/FMCE, USAF Summaries for 1945–2005, United States Air Force Statistical Digest, 1983
15. ↑  Г. Ф. Кривошеев, Россия и СССР в войнах XX века – Потери вооруженных сил Статистическое исследование, Москва "Олма-Пресс", 2001, p. 430 (G. F. Krivoseev, Russia and USSR in the XX century wars. Armed forces losses: statistic research, Olma-Press, Moscow, 2001, page 430)
16. ↑  E.R. Hooton, Luftwaffe at War – Blitzkrieg in the West: Volume 2, Chevron/Ian Allan, London, 2007 (ردمك 978-1-85780-272-6)
17. ↑  John Ellis, World War II: A Statistical Survey: The Essential Facts and Figures for All the Combatants, Facts on File Inc., 1993, p. 259
18. ↑  Uwe Feist, The Fighting Me 109, Arms and Armour Press, London, 1993, p. 51
19. ↑  Alessandro Giorgi, Chronology of World War II 1939–1945, 2017
20. ↑  John Ellis, World War II: A Statistical Survey: The Essential Facts and Figures for All the Combatants, Facts on File Inc., 1993, p. 258
21. 1 2  Hahn, Fritz. Waffen und Geheimwaffen des deutschen Heeres 1933–1945. Band I. Infanteriewaffen, Pionierwaffen, Artilleriewaffen, Pulver, Spreng- und Kampfstoffe – Koblenz: Bernard & Graefe Verlag, 1986 — (ردمك 3-7637-5830-5)
22. ↑  Schramm, Percy E. (21 Nov 2012). "Die deutschen Verluste im Zweiten Weltkrieg". Die Zeit (بde-DE). Archived from the original on 2018-07-10. Retrieved 2019-02-01.{{استشهاد بخبر}}:  صيانة الاستشهاد: لغة غير مدعومة (link)
23. ↑  Thomas, Nigel & Caballero Jurado, Carlos (1992). Wehrmacht Auxiliary Forces. Osprey Publishing Company, pp. 4, 13.
24. ↑  Javier Guisández Gómez (30 يونيو 1998). "The Law of Air Warfare". International Review of the Red Cross ع. 323: 347–363. مؤرشف من الأصل في 2013-04-25.
25. ↑  Terror from the Sky: The Bombing of German Cities in World War II. Berghahn Books. 2010. ص. 167. ISBN:978-1-8454-5844-7.
26. ↑  Davies، Norman (29 أغسطس 2009). "We must not forget the real causes of the war". The Independent. مؤرشف من الأصل في 2012-01-26. اطلع عليه بتاريخ 2010-02-25.
27. ↑  Słomińska, Sylwia. "Wieluń, 1 września 1939 r" (بالبولندية). Archived from the original on 2009-01-05.
28. ↑  Trenkner, Joachim (29 Aug 2008). "Wieluń, czwarta czterdzieści" [Wieluń, four forty am] (PDF) (بالبولندية). Archived from the original (PDF) on 2012-03-17. file, direct download 67.9 KB
29. ↑  Trenkner, Joachim (1 Sep 2009). "Ziel vernichtet" [Target destroyed]. Die Zeit (بالألمانية). 2003 (7). Archived from the original on 2009-09-08. Retrieved 2010-06-04.
30. ↑  Jolly 2010.
31. ↑  Morrow 2014.
32. ↑  USHMM 2009، صفحة 984.
33. ↑  Boog, Krebs & Vogel 2006.
34. ↑  Pavlowitch 2007.
35. ↑  Ramet 2006.
36. ↑  Tomasevich 2001.
37. ↑  von Lingen 2009.

### قائمة المراجع
- Ager، Philipp؛ Bursztyn، Leonardo؛ Leucht، Lukas؛ Voth، Hans-Joachim (أكتوبر 2022). "Killer Incentives: Rivalry, Performance and Risk-Taking among German Fighter Pilots, 1939–45". The Review of Economic Studies. ج. 89 ع. 5: 2257–2292. DOI:10.1093/restud/rdab085.
- Bartrop, Paul R.; Dickerman, Michael (2017). The Holocaust: An Encyclopedia and Document Collection [4 volumes] (بالإنجليزية). ABC-CLIO. ISBN:9781440840845. Archived from the original on 2024-12-03.
- Bauer, Yehuda (1994). Jews for Sale?: Nazi-Jewish Negotiations, 1933–1945 (بالإنجليزية). مطبعة جامعة ييل. ISBN:9780300059137. Archived from the original on 2024-12-04.
- Bekkerm Cajus. Angriffshohe 4000 (in German). Munich, Germany: Heyne, 1964.
- Bergström، Christer (2007)، Barbarossa: The Air Battle: July–December 1941، London: Chevron/Ian Allan، ISBN:978-1-85780-270-2
- Bergstrom, Christer. Stalingrad: The Air Battle: November 1942 – February 1943. London: Chevron/Ian Allan, 2008. (ردمك 978-1-85780-276-4).
- Bergström, Christer, Kursk: The Air Battle: July 1943. London: Chevron/Ian Allan, 2008. (ردمك 978-1-903223-88-8).
- Bergström, Christer and Andrey Mikhailov. Black Cross/Red Star – Vol. 1, Operation Barbarossa 1941. London: Classic Colours, 2003. (ردمك 978-0-935553-48-2).
- Bergström, Christer and Martin Pegg. Jagdwaffe: The War in Russia: January–October 1942. London: Classic Colours, 2003. (ردمك 1-903223-23-7).
- Blood، Philip W. (2001). Holmes، E. R. (المحرر). Bandenbekämpfung: Nazi occupation security in Eastern Europe and Soviet Russia 1942–45 (PhD thesis). جامعة كرانفيلد.
- Blood، Philip W. (3 أغسطس 2010). "Securing Hitler's Lebensraum: The Luftwaffe and Bialowieza Forest, 1942–1944". Holocaust and Genocide Studies. ج. 24 ع. 2: 247–272. DOI:10.1093/hgs/dcq024. S2CID:144825154.
- Bowman, Martin and Theo Boiten. Battles with the Luftwaffe: The Air War Over Germany 1942–1945. London: Collins, 2001. (ردمك 978-0-00-711363-7).
- Blumberg، Arnold (نوفمبر 2014). "The First Ground-Pounders". Aviation History. ج. 25 ع. Aviation History.
- Boog، Horst؛ Krebs، Gerhard؛ Vogel، Detlef (2006). Germany and the Second World War: Volume VII: The Strategic Air War in Europe and the War in the West and East Asia, 1943–1944/5. Clarendon Press. ISBN:978-0-19-822889-9. مؤرشف من الأصل في 2023-04-30.
- Buckley، John (1998)، Air Power in the Age of Total War، West Midlands, UK: UCL Press، ISBN:978-1-85728-589-5
- Buggeln, Marc (2014). Slave Labor in Nazi Concentration Camps (بالإنجليزية). Oxford University Press. ISBN:9780191017643. Archived from the original on 2023-03-26.
- Bungay, Stephen. The Most Dangerous Enemy: A History of the Battle of Britain. London: Aurum Press, 2000.(ردمك 1-85410-721-6).
- Caldwell، Donald؛ Muller، Richard (2007). The Luftwaffe over Germany: Defense of the Reich. London: Greenhill Books. ISBN:978-1-85367-712-0..
- Cockburn، Alexander؛ St. Clair، Jeffrey (1999). Whiteout: The CIA, Drugs, and the Press. Brooklyn, New York: Verso. ISBN:978-1-85984-139-6 – عبر Internet Archive.
- Cooper, Matthew. The German Air Force 1933–1945: An Anatomy of Failure. New York: Jane's Publishing Incorporated, 1981. (ردمك 0-531-03733-9).
- Corum, James. "The Luftwaffe's Army Support Doctrine, 1918–1941". The Journal of Military History, Vol. 59, No. 1, January 1995, pp. 53–76.
- Corum، James (1997)، The Luftwaffe: Creating the Operational Air War, 1918–1940، Lawrence: University Press of Kansas، ISBN:978-0-7006-0836-2
- Corum, James. The Roots of Blitzkrieg: Hans von Seeckt and German Military Reform. Modern War Studies. Lawrence: University Press of Kansas. 1992. (ردمك 0-7006-0541-X).
- Corum, James F. (Mueller, R. and H.E. Volkmann, eds.). "Staerken und Schwaechen der Luftwaffe".  Die Wehrmacht: Mythos und Realitaet (in German). Munich, Germany: Oldenbourg Verlag, 1999.
- Crawford, Steve. Eastern Front, Day by Day. London: Spellmount Publications, 2006. (ردمك 1-86227-359-6).
- de Zeng IV, Henry L. and Douglas G. Stankey. Bomber Units of the Luftwaffe 1933–1945: A Reference Source: Volume 1. London: Midland Publishing, 2007. (ردمك 978-1-90653-708-1).
- Dierich, Wolfgang (1976). Die Verbände der Luftwaffe: 1935–1945 (بالألمانية). Motorbuch-Verlag. ISBN:9783879434374.
- Dobosiewicz, Stanisław (2000). Mauthausen–Gusen; w obronie życia i ludzkiej godności [Mauthausen–Gusen; in defense of life and human dignity] (بالبولندية). Warsaw: Bellona. ISBN:978-83-11-09048-4.
- Drabkin, Artem.The Red Air Force at War: Barbarossa and the Retreat to Moscow: Recollections of Soviet Fighter Pilots on the Eastern Front. Barnsley, South Yorkshire, UK: Pen & Sword Books, 2007.(ردمك 978-1-84415-563-7).
- Dressel، Joachim؛ Griehl، Manfred (1994). Bombers of the Luftwaffe. London: Arms and Armour:DAG Publications. ISBN:978-1-85409-140-6..
- Dye, Peter J. "Logistics in the Battle of Britain". Air Force Journal of Logistics, Winter 2000.
- Faber, Harold. Luftwaffe: An analysis by Former Luftwaffe Generals. London: Sidgwick & Jackson, 1979. (ردمك 0-283-98516-X).
- Fischer, Klaus P. (1995). Nazi Germany: A New History (بالإنجليزية). Continuum. ISBN:9780826407979.
- Goss, Chris. Dornier 17 (In Focus). Surrey, UK: Red Kite, 2005. (ردمك 0-9546201-4-3).
- Goss, Chris. The Bombers' Battle: Personal Accounts of the Battle of Britain by Luftwaffe Bomber Crews July–October 1940. London: Crécy Publishing, 2000. (ردمك 978-0-947554-82-8).
- Griehl، Manfred؛ Dressel، Joachim (1998). Heinkel He 177 – 277 – 274. Shrewsbury, UK: Airlife Publishing. ISBN:978-1-85310-364-3..
- Hayward, Joel S. Stopped at Stalingrad: The Luftwaffe and Hitler's Defeat in the East 1942–1943. Lawrence, Kansas: University Press of Kansas, 2001. (ردمك 0-7006-1146-0).
- Hall, Steve and Lionel Quinlan.KG55. Surrey, UK: Red Kite, 2000. (ردمك 0-9538061-0-3). photo history of a bomber group
- Hess, William N. B-17 Flying Fortress: Combat and Development History. St. Paul, Minnesota: Motorbook International, 1994. (ردمك 0-87938-881-1)
- Holmes, Tony. Spitfire vs Bf 109: Battle of Britain. Oxford, UK: Osprey Publishing, 2007. (ردمك 978-1-84603-190-8).
- Homze، Edward (1976)، Arming the Luftwaffe، Lincoln, Nebraska: University of Nebraska، ISBN:978-0-8032-0872-8
- Hooton, E.R. Phoenix Triumphant: The Rise and Rise of the Luftwaffe. London: Brockhampton Press, 1994. (ردمك 1-86019-964-X).
- Hooton، E.R. (2010)، The Luftwaffe: A Study in Air Power, 1933–1945، London: Classic Publications، ISBN:978-1-906537-18-0
- Hooton، E.R. (2007a)، Luftwaffe at War : Volume 1: Gathering Storm 1933–39، London: Chevron/Ian Allan، ISBN:978-1-903223-71-0
- Hooton، E.R. (2007b)، Luftwaffe at War Volume 2: Blitzkrieg in the West، London: Chevron/Ian Allan، ISBN:978-1-85780-272-6
- Hooton, E.R. Eagle in Flames: The Fall of the Luftwaffe. London: Weidenfeld Military, 1997. (ردمك 978-1-85409-343-1).
- Jolly, Philip (2010). Jewish Wielun – a Polish Shtetl (بالإنجليزية). Philip Jolly. ISBN:9781445287737. Archived from the original on 2024-12-02.[مصادر ذاتية النشر]
- Ketley, Barry; Rolfe, Mark (1996). Luftwaffe Fledglings, 1935–1945: Luftwaffe Training Units and Their Aircraft (بالإنجليزية). Hikoki. ISBN:9780951989920.
- Killen، John (2003)، The Luftwaffe: A History، Barnsley, South Yorkshire: Pen & Sword Books، ISBN:978-0-85052-925-8
- von Lingen، Kerstin (2009). Kesselring's Last Battle: War Crimes Trials and Cold War Politics, 1945–1960. Lawrence: University Press of Kansas. ISBN:978-0-7006-1641-1. OCLC:263605489.
- Manrho, John and Ron Putz. Bodenplatte: The Luftwaffe's Last Hope–The Attack on Allied Airfields, New Year's Day 1945. Aldershot, UK: Hikoki Publications, 2004. (ردمك 1-902109-40-6).
- Macksey, K. The Memoirs of Field-Marshal Kesselring. London: Greenhill Books, 2006. (ردمك 978-1-85367-287-3)
- Davin، D M (1974). "the Battle of Crete". في Taylor، A.J.P. (المحرر). History of World War II. compiled by Sl Mayer. London: Octopus Books. ISBN:978-0-7064-0399-2.
- Morrow, James D. (2014). Order within Anarchy: The Laws of War as an International Institution (بالإنجليزية). Cambridge University Press. ISBN:9781139992893. Archived from the original on 2023-03-26.
- Murray، Williamson (1983)، Strategy for Defeat: The Luftwaffe 1933–1945، Maxwell AFB, Alabama: Air University Press (US Air Force)، ISBN:978-1-58566-010-0، مؤرشف من الأصل في 2024-12-02
- Neitzel, Söhnke. Der Einsatz der Deutschen Luftwaffe über der Nordsee und dem Atlantik: 1939–45 (in German). Bonn, Germany: Bernard & Graefe, 1995. (ردمك 978-3-76375-938-5).
- Neitzel، Söhnke؛ Weltzer، Harald (2012). Soldaten: On Fighting, Killing and Dying: The Secret Second World War Tapes of German POWs. New York: Simon & Schuster. ISBN:978-1-84983-948-8..
- Obermaier, Ernst (1989). Die Ritterkreuzträger der Luftwaffe Jagdflieger 1939–1945 [The Knight's Cross Bearers of the Luftwaffe Fighter Force 1941–1945] (بالألمانية). Mainz, Germany: Verlag Dieter Hoffmann. ISBN:978-3-87341-065-7.
- Overy، Richard (1980). The Air War, 1939–1945. Washington: Potomac Books. ISBN:978-1-57488-716-7.
- Pavlowitch، Stevan K. (2007). Hitler's New Disorder: The Second World War in Yugoslavia. New York: Columbia University Press. ISBN:978-1-85065-895-5. مؤرشف من الأصل في 2025-02-24.
- Pegg, M. Transporter Vol. 1: Luftwaffe Transport Units 1937–1943. London: Classic Publications, 2007. (ردمك 978-1-90322-363-5).
- Price, Alfred. The Last Year of the Luftwaffe: May 1944 – May 1945. London: Greenhill Books, 2001. (ردمك 978-1-85367-440-2).
- The Rise and Fall of the German Air Force 1933–1945. 1983 [1948].
- Ramet، Sabrina (2006). The Three Yugoslavias: State-Building and Legitimation, 1918–2005. Indiana University Press. ISBN:978-0-253-34656-8.
- Richhardt، Dirk (2002). Auswahl und Ausbildung junger Offiziere 1930–1945. Philipps–Universität Marburg.
- Ruffner, Kevin. Luftwaffe Field Divisions, 1941–45. Oxford, UK: Osprey, 1997. (ردمك 1-85532-100-9)
- Scutts, Jerry. Mustang Aces of the Eighth Air Force. Oxford, UK: Osprey Publishing, 1994. (ردمك 1-85532-447-4).
- Scutts, Jerry. Bf 109 Aces of North Africa and the Mediterranean. Oxford, UK: Osprey Publishing, 1994. (ردمك 1-85532-448-2).
- Smith, Peter. Luftwaffe at War: Defeat in the West 1943–1945 (Luftwaffe at War, Vol. 6). London: Greenhill Books, 1998. (ردمك 978-1-85367-318-4).
- Smith, Peter. Luftwaffe at War: The Sea Eagles: The Luftwaffe's Maritime Operations. London: Greenhill Books, 2001. (ردمك 978-1-85367-442-6).
- Smith, Peter. Luftwaffe at War: Stukas Over Steppe, Blitzkrieg in the East 1941–1944 (Luftwaffe at War Series, Vol. 9). London: Greenhill Books, 1999. (ردمك 978-1-85367-355-9).
- Smith, Peter and E.J. Creek. Kampfflieger: Bombers of the Luftwaffe: 1942–1943. London: Classic Publications, 2004. (ردمك 978-1-903223-49-9).
- Stedman, Robert F. (2012). Luftwaffe Air & Ground Crew 1939–45. Men at Arms (بالإنجليزية). Osprey Publishing. ISBN:9781782006855. Archived from the original on 2022-05-11.
- Stein، George H. (مارس 1962). "Russo-German Military Collaboration: The Last Phase, 1933". Political Science Quarterly. ج. 77 ع. 1: 54–71. DOI:10.2307/2146497. JSTOR:2146497.
- Stenman, K. Luftwaffe Over Finland (Luftwaffe at War Series, Vol. 18). London: Greenhill Books, 2002. (ردمك 978-1-85367-469-3).
- Tomasevich، Jozo (2001). War and Revolution in Yugoslavia, 1941–1945: Occupation and Collaboration. Stanford, California: Stanford University Press. ISBN:978-0-8047-3615-2. مؤرشف من الأصل في 2025-03-17.
- Tooze, Adam. The Wages of Destruction: The Making and Breaking of the Nazi Economy. London: Allen Lane, 2006. (ردمك 0-7139-9566-1).
- Trigg، Jonathan (2024). The Air War through German Eyes. Stroud, Gloucestershire, UK: Amberley Publishing.
- Trigg، Jonathan (2018). The Defeat of the Luftwaffe: The Eastern Front 1941-45: A Strategy for Disaster. Stroud, Gloucestershire, UK: Amberley Publishing.
- USHMM (2009). Encyclopedia of Camps and Ghettos, 1933–1945 (بالإنجليزية). متحف ذكرى الهولوكوست بالولايات المتحدة. Vol. 1. ISBN:978-0-253-35328-3. Archived from the original on 2025-03-29.
- USHMM (2012). Dean, Martin (ed.). Encyclopedia of Camps and Ghettos, 1933–1945 (بالإنجليزية). United States Holocaust Memorial Museum. Vol. 2: Ghettoes in German-occupied Eastern Europe. ISBN:978-0-253-00202-0. Archived from the original on 2025-03-29.
- "US Strategic Bombing Survey". Maxwell Air Force Base, Alabama: Air University Press (US Air Force), 1987. (Reprint of the Summary Reports (Europe and the Pacific) of the strategic bombing surveys conducted near the close of World War II.)
- Uziel, Daniel (2011). Arming the Luftwaffe: The German Aviation Industry in World War II (بالإنجليزية). Jefferson: McFarland. ISBN:9780786488797.
- Vajda, Ferenc A.; Dancey, Peter (1998). German Aircraft Industry and Production, 1933–1945 (بالإنجليزية). McFarland. ISBN:9781853108648. Archived from the original on 2024-12-02.
- van Creveld, M., S. Cranby and K. Brower. Airpower and Maneuver Warfare Air. Maxwell Air Force Base, Alabama: Air University Press (US Air Force), 1994.
- Vasco, John. Zerstorer: Luftwaffe Fighter Bombers and Destroyers 1939–1945: Volume 1. London: Classic Publications, 2005. (ردمك 978-1-903223-57-4).
- Zentner، Kurt (1963). Illustrierte Geschichte des Zweiten Weltkrieges [Illustrated history of the Second World War]. Stuttgart/Hamburg: Südwest Verlag.